# نوربرت برتراند باربي
نوربرت برتراند باربي (بالإنجليزية: Norbert-Bertrand Barbe)‏ هو مؤرخ فن فرنسي وشبه عالم وفنان وكاتب. ولد في عام 1968 وحصل على درجة الماجستير في تاريخ الفن (جامعة باريس 10، 1991) ودكتوراه في الأدب المقارن (جامعة أورليانز، 1996). وهو عضو فخري في أكاديمية اللغة النيكاراغوية [الإنجليزية].

## سيرة ذاتية
لقد عمل باربي كمدرس وباحث منذ عام 1992 في عدة مؤسسات فرنسية وكوستاريكية ونيكاراغوية. مجال اشتغاله هو العصور الوسطى والعصر الحديث والتاريخ المعاصر. كرس نفسه لدراسة النتاجات الرمزية، (الفنون التشكيلية)، والأدب، والسينما، والأساطير، والعقلنة المنهجية والمعرفية لمقارباتها. اشتغل على هذا المنهج في اطروحته للدكتوراه ومؤلفات أخرى. ولديه أكثر من 1200 مقال. نشرت في وسائل الإعلام والمجلات الوطنية المطبوعة (فرنسا وإسبانيا والولايات المتحدة والمكسيك ونيكاراغوا) وعلى الإنترنت (إسبانيا وكولومبيا والمكسيك وفنزويلا وبورتوريكو وكوستاريكا).
كما ويمكن إيجاد مؤلفات باربي النظرية في عدد من مكتبات الجامعة الرئيسية حول العالم (أوكسفورد، هارفرد، برنستون، ييل، طوكيو...الخ، وكذلك في مكتبة الكونغرس أو في مكتبة السويد الوطنية).

## فن مرئي
- Adam and Eve, oil on canvas, 1986
- Tribute: Victor Jara, drawing on paper, 1998
- Nica Bus, gouache on paper, 1999
- 'But they did the 3 dwarves at the foot of the Cross? photomontage, 2002
- No Way Out, photomontage, 2003
- Maternity, photomontage, 2007
- Plastic Houses, photomontage, 2008